# Simon Pagenaud

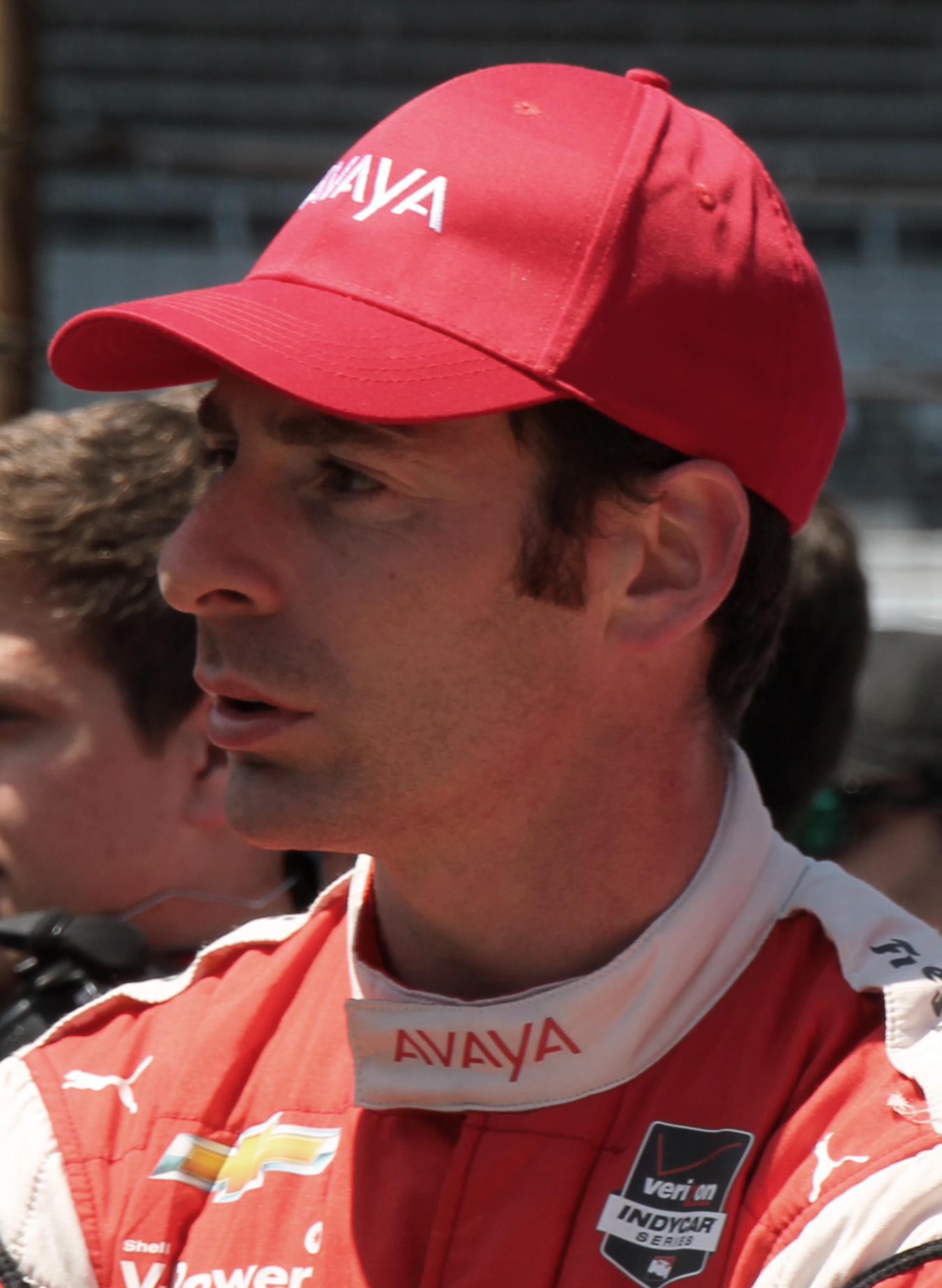
Simon Pagenaud, 2015

Simon Pagenaud (n. 18 mai 1984, Poitiers, Franța) este un pilot de curse francez care participă în IndyCar din sezonul 2011.

## Cariera în IndyCar
| Sezon | Echipă                                   | Puncte | Loc clasament general |
| ----- | ---------------------------------------- | ------ | --------------------- |
| 2011  | Dreyer & Reinbold Racing HVM Racing      | 56     | 31                    |
| 2012  | Schmidt Hamilton Motorsports             | 387    | 5                     |
| 2013  | Schmidt Peterson Hamilton HP Motorsports | 508    | 3                     |